# 白承豪
白 承豪（ペク・スンホ、朝: 백승호, 1962年3月 - ）は、日本在住の韓国人弁護士。在日コリアン弁護士協会代表等を経て、外国人初の日本弁護士連合会副会長。

## 人物・経歴
大韓民国ソウル市生まれ。幼少時に交通事故で右腕を失った。1974年に沖縄県に移住し、沖縄県立小禄高等学校を経て、1985年琉球大学法文学部法政学科卒業。1990年旧司法試験合格。1993年大阪弁護士会弁護士登録。1994年大阪弁護士会人権擁護委員会委員。1997年兵庫県弁護士会人権擁護委員会委員。2000年日本弁護士連合会人権擁護委員会委員。2001年兵庫県精神医療審査会審査員。2003年兵庫県弁護士会副会長。2005年大韓民国外交部駐神戸大韓民国総領事館法律諮問。2008年法務省加古川刑務所刑事施設視察委員会委員長。2010年兵庫県弁護士会人権擁護委員会委員長。2012年在日コリアン弁護士協会（LAZAK）代表、大韓民国外交部駐神戸韓国総領事館選挙管理委員会委員長、神戸セジョン外国法共同事業法律事務所開設。2017年兵庫県弁護士会会長。2019年には外国人初の日本弁護士連合会副会長に就任した。

## 著書
- 『Ｑ＆Ａ韓国家族法』
- 『韓国憲法裁判所重要判例４４』